# 243

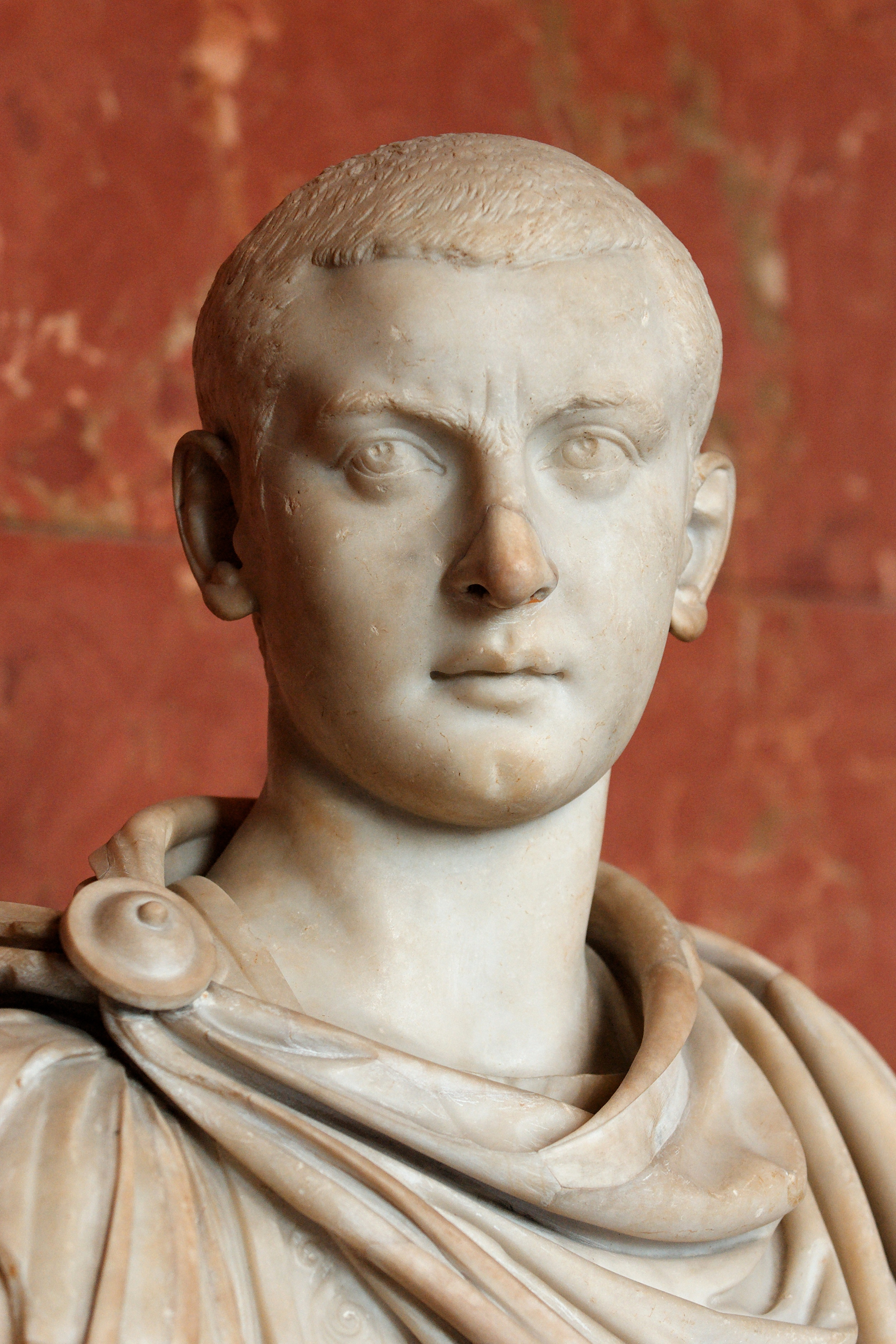
Keizer Gordianus III (r. 225-244)

Het jaar 243 is het 43e jaar in de 3e eeuw volgens de christelijke jaartelling.

## Gebeurtenissen

### Romeinse Rijk
- Slag bij Rhesaina: Een Romeins expeditieleger onder bevel van Thimestus verslaat de Perzen. Koning Shapur I trekt zich terug over de rivier de Eufraat.
- Timesitheus overlijdt aan een ziekte (diarree), kort na de Romeinse overwinning bij Rhesaina. Volgens bronnen is hij waarschijnlijk ook vergiftigd.[1]
- Keizer Gordianus III benoemt Marcus Julius Philippus ("de Arabier") tot raadgever en prefect van de pretoriaanse garde.

### Religie
- 9 april - Mani overhandigt sjah Sjapoer I zijn boek Shaburagan.

## Overleden
- Thimestus, Romeins adviseur en veldheer